# Diogen al Bizanțului
Diogen al Bizanțului (în greacă Διογένης, transliterat: Diogenis; n. secolul I d.Hr. – d. 129 d.Hr., Bizanț, Imperiul Otoman, Turcia) a fost un episcop al Bizanțului pentru aproape cincisprezece ani, între anii 114-129. A slujit sub domnia împăraților Traian și Hadrian.